# Euphyia subfusca
Euphyia subfusca là một loài bướm đêm trong họ Geometridae.